# San Marcelo (Veraguas)
San Marcelo es un corregimiento del distrito de Cañazas en la provincia de Veraguas, República de Panamá. La localidad tiene 1.476 habitantes (2010).